# Saito–Kurokawalyft
Inom matematiken är Saito–Kurokawalyftet ett lyft som tar elliptiska modulära former till Siegel-modulära former av grad 2. Existensen av lyftet förmodades 1977 oberoende av Hiroshi Saito och Nobushige Kurokawa (1978). Dess existens bevisades nästan av Maass (1979), och Andrianov (1979) och Zagier (1981) kompletterade beviset.